# Particuliere mijnen in Limburg

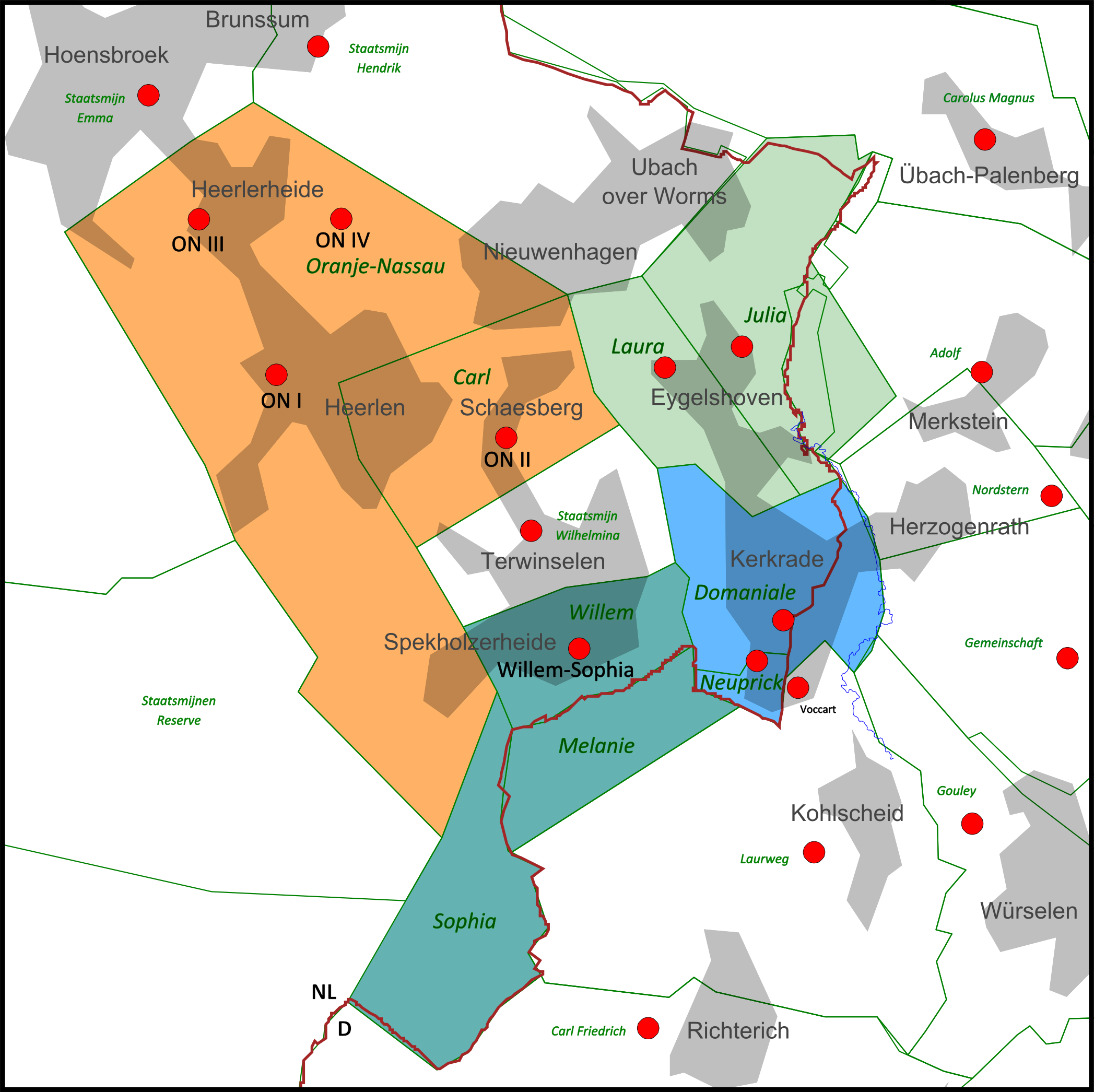
Concessies van de particuliere steenkoolmijnen in de Oostelijke Mijnstreek

Alle mijnbouwconcessies in Nederlands Limburg. Donkerbruin de particuliere mijnen

De particuliere mijnen in Limburg waren negen steenkoolmijnen in de Nederlandse provincie Limburg, die tussen 1815 en 1974 door vijf privébedrijven werden geëxploiteerd.
Nederland beschikte van de negentiende tot het laatste kwart van de twintigste eeuw over in totaal dertien mijnzetels waar steenkool werd ontgonnen in het Zuid-Limburgs steenkoolbekken.
Negen daarvan waren in handen van particuliere, vaak buitenlandse, ondernemingen die met privékapitaal de kolenmijnen exploiteerden. Met de latere ontginningen door vier staatsmijnen bood deze industrie rechtstreekse werkgelegenheid aan circa 65.000 mensen. Indirect waren nog eens 30.000 personen van deze bedrijfstak afhankelijk.
De volgende particuliere steenkoolmijnen zijn in Nederlands Limburg in de Oostelijke Mijnstreek in bedrijf geweest:
- Domaniale Mijn te Kerkrade (1815 - 1969)
- mijn Neuprick te Kerkrade (1852 - 1904)
- Oranje-Nassaumijnen
  - mijn Oranje-Nassau I te Heerlen (1899 - 1974)
  - mijn Oranje-Nassau II te Schaesberg (1904 - 1971)
  - mijn Oranje-Nassau III te Heerlerheide (1917 - 1973)
  - mijn Oranje-Nassau IV te Heerlen-Heksenberg (1925 - 1966)
- Laura en Vereeniging
  - mijn Laura te Eygelshoven (1905 - 1968)
  - mijn Julia te Eygelshoven (1927 - 1974)
- Willem-Sophia te Kerkrade-West/ Spekholzerheide (1902 - 1970)

In 1960 werd de in 1904 verlaten Neuprickconcessie bij de Domaniale gevoegd. Drie mijnen - de Domaniale Mijn, de Julia en de Willem-Sophia - hadden ook concessiegebied in Duitsland, maar die steenkool werd in Nederland naar boven gebracht.